# Leone che attacca un dromedario

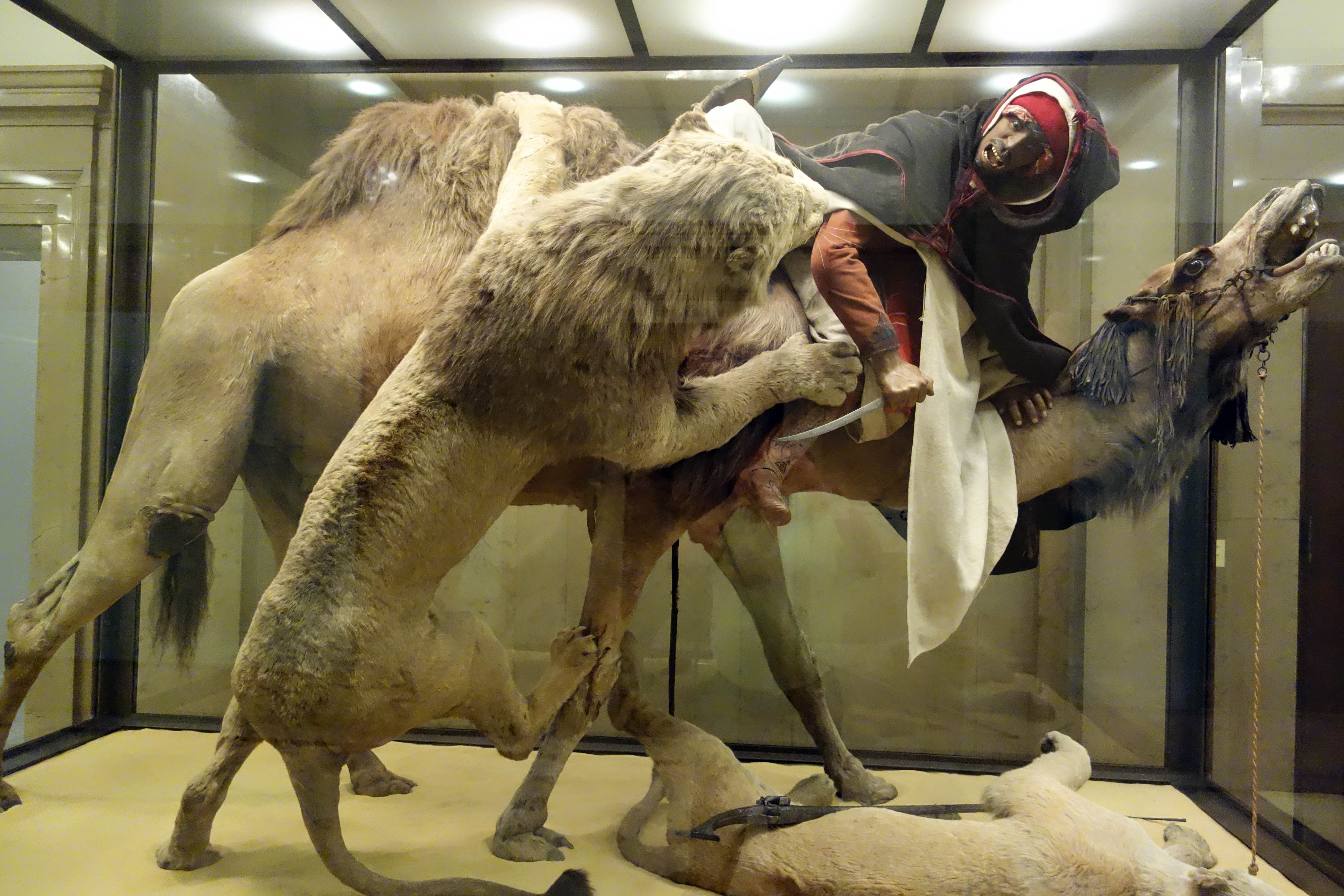
Il gruppo nel 2018, dopo il restauro.

Leone che attacca un dromedario (in francese: Lion attaquant un dromadaire; in inglese: Lion Attacking a Dromedary) è un diorama orientalista del tassidermista francese Édouard Verreaux, facente parte della collezione del museo di storia naturale Carnegie. Il soggetto è una scena immaginaria che vede un uomo sulla groppa di un dromedario che si difende dall'attacco di un leone berbero.
Il diorama venne creato per l'esposizione universale di Parigi del 1867 e in seguito venne esposto al museo americano di storia naturale, all'esposizione centennale di Filadelfia e al museo Carnegie: il diorama venne acquistato da quest'ultimo nel 1898 e da quel momento fa parte delle sue collezioni. Nel 2016, durante un restauro, fu scoperto un cranio umano all'interno dell'opera. Nel 2020, il diorama venne rimosso temporaneamente a causa delle proteste del movimento Black Lives Matter, per poi essere reinstallato alla fine dell'anno.
Dagli anni Novanta del diciannovesimo secolo, il Leone che attacca un Dromedario venne criticato per il suo sensazionalismo e la mancanza di accuratezza. La figura maschile, definita un arabo dal Verreaux, è un'unione immaginaria di cinque culture nordafricane. Nonostante le critiche, il diorama è considerato il capolavoro di Verreaux.

## Storia

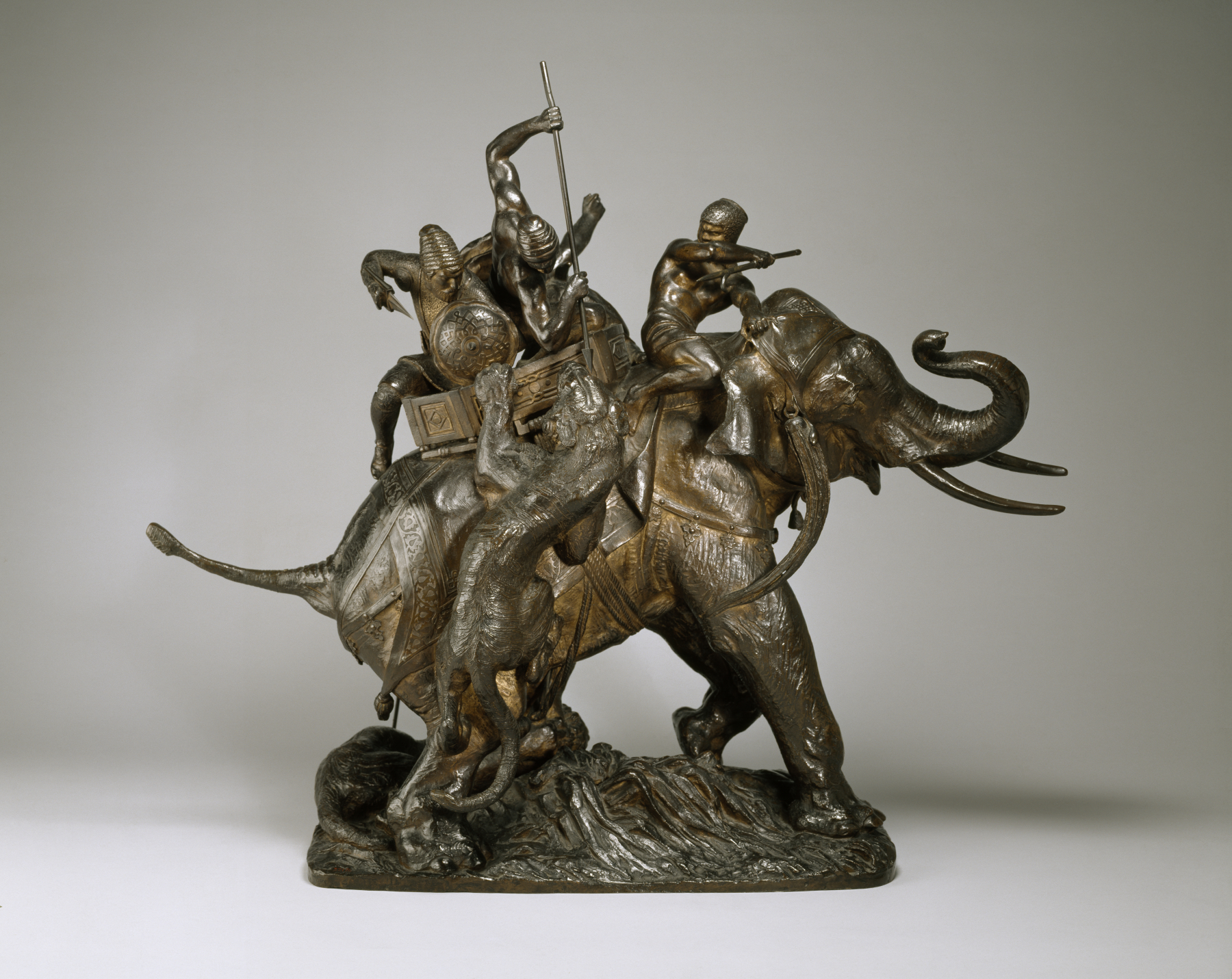
Antoine-Louis Barye, Caccia alla tigre, 1834-1836.

Il Leone che attacca un Dromedario venne creato partendo dai resti di un uomo, di due leoni berberi e di un dromedario che provenivano da un luogo sconosciuto dell'Africa. La posa dell'uomo e dei leoni nel diorama è ispirata alle opere Cavaliere arabo che uccide un cinghiale e Caccia alla tigre dello scultore francese Antoine-Louis Barye. L'opera di tassidermia venne esposta per la prima volta all'esposizione di Parigi del 1867, dove vinse una medaglia di prima classe. Dopo la morte di Verreaux, avvenuta nel 1867, l'opera venne venduta al museo americano di storia naturale e venne esposta all'esposizione centannale del 1876.

### Esposizione a Pittsburgh

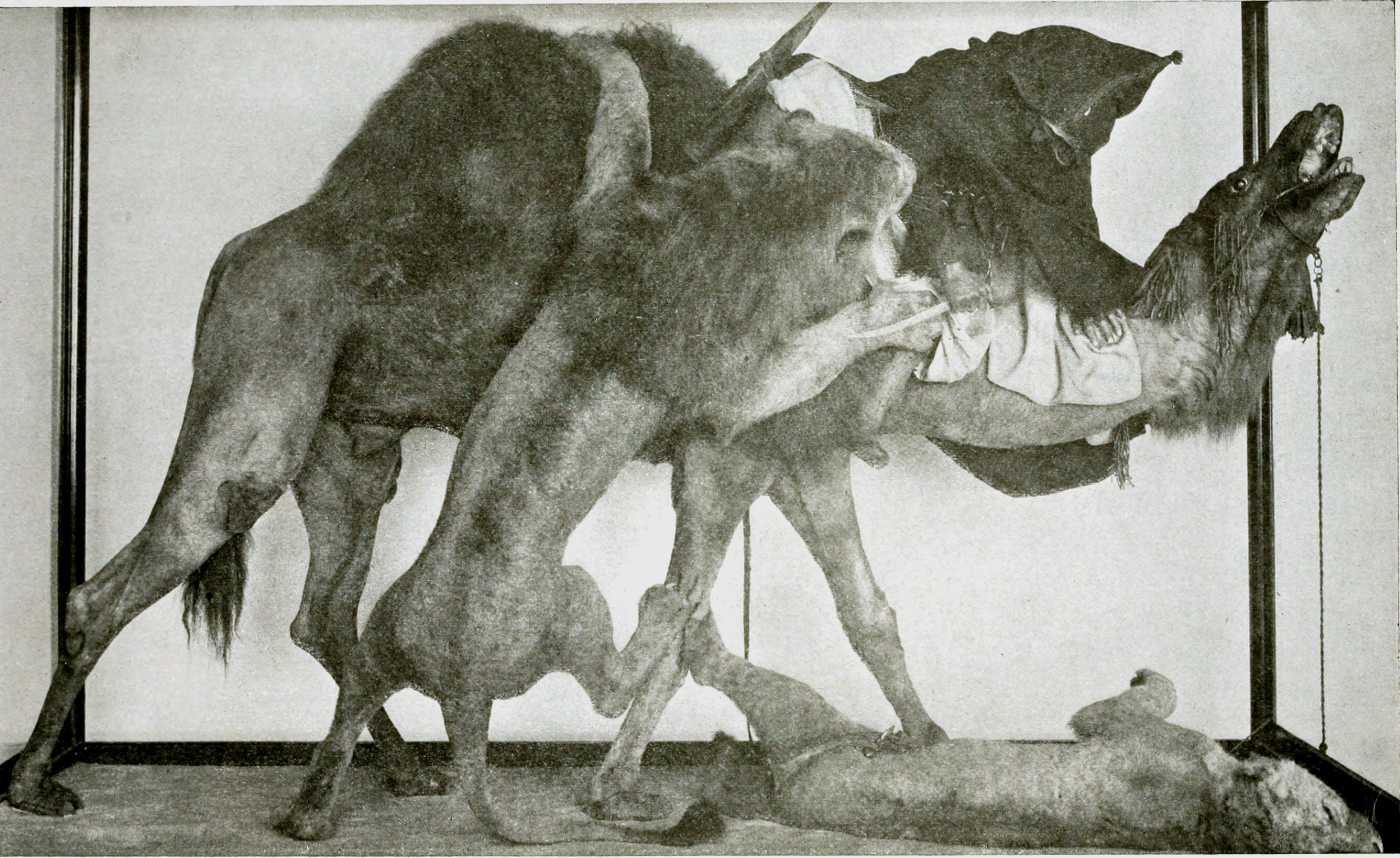
Il gruppo in una foto scattata agli inizi del ventesimo secolo.

Nel 1898, il Leone che attacca un Dromedario venne venduto al museo di storia naturale Carnegie per 50 dollari (1537 dollari nel 2019) e il costo per la spedizione per Pittsburgh ammontò a 45 dollari (1383 dollari nel 2019). Infatti, l'opera era considerata "troppo teatrale" per essere messa in mostra al museo di storia naturale novaiorchese. Un anno dopo, Frederick Webster restaurò il diorama. A causa di una crepa nel collo del dromedario, la posizione della figura maschile dovette essere cambiata, così da essere fuori sella. I membri del museo comprarono una lunga pistola araba a pietra focaia da un venditore di anticaglie a Pittsburgh e la aggiunse al gruppo, posizionandola sul corpo della leonessa.
Dopo il restauro, il gruppo poté essere messo in mostra. Dal 1899 fino al 2016, l'opera venne esposta in cinque luoghi diversi del museo. Le prime etichette sul gruppo si focalizzavano sulle storie drammatiche che potrebbero essere scritte su di esso, piuttosto che sul valore educativo. Negli anni Ottanta, venne spostato nella sala della fauna africana, dove venne messo in mostra con dei diorami naturali tradizionali.

### Restauro del 2016

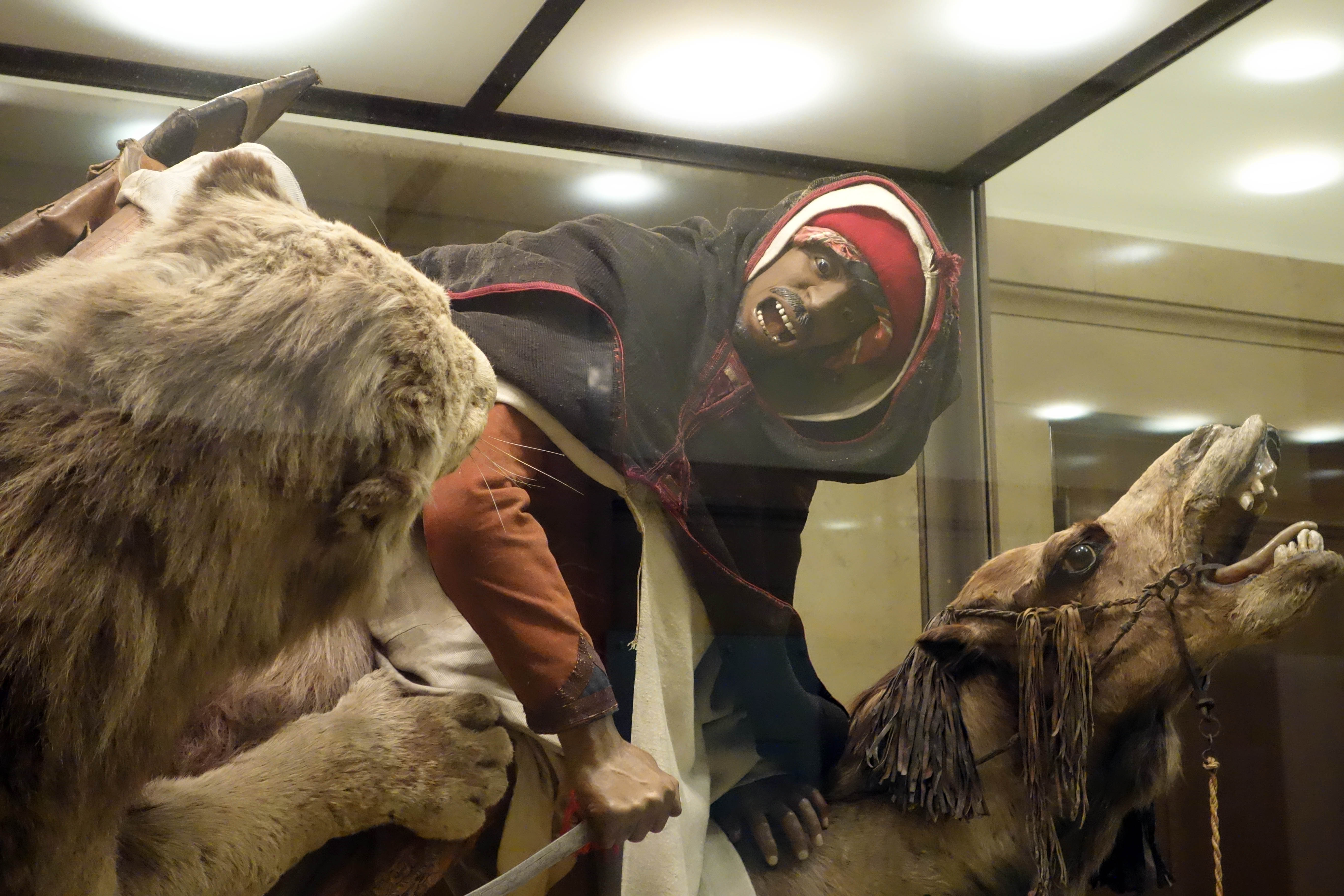
Un dettaglio dell'arabo, la cui testa contiene un teschio vero.

Nel 2016, il Leone che attacca un Dromedario fu restaurato nuovamente. Durante questo secondo restauro, il museo esaminò gli animali impagliati attraverso i raggi X e l'analisi del DNA per verificarne l'autenticità: Verreaux era noto per falsificare i documenti per aumentare il prezzo di vendita dei suoi diorami. Si pensava che la figura umana fosse per lo più sintetica, ma i raggi X rivelarono che la testa conteneva un vero teschio umano, sorprendendo il personale del museo. Non si sa a chi appartenga il cranio, né da dove Verreaux l'abbia preso. In precedenza, si pensava che la figura umana fosse solo un semplice manichino, ma c'era anche chi ipotizzava che potessero essere presenti dei resti umani nel diorama. Quando nel 2009 venne chiesto se fosse possibile che fossero presenti dei resti umani nella figura dell'arabo, il personale del museo aveva negato l'ipotesi, affermando che "la sensibilità europea non avrebbe mai apprezzato un'esposizione che adoperava dei resti umani, nemmeno nel 1867".
Nel gennaio del 2017, il diorama venne rimesso in mostra nell'atrio del museo, dopo che il personale rifiutò una proposta di spostarlo al museo d'arte Carnegie ed esporlo con altre opere orientaliste. Nel frattempo, venne cambiato il nome inglese dell'opera per contestualizzarla meglio: in precedenza era nota come Arab Courier Attacked by Lions ("Un messaggero arabo attaccato dai leoni"). Alla cerimonia per celebrare la fine del restauro, il personale del museo di Pittsburgh ospitò un simposio avente come temi il restauro, il diorama e la sua rappresentazione distorta del Nordafrica.

### Rimozione e ricontestualizzazione
Nel luglio del 2020, il personale del museo di storia naturale Carnegie decise di rimuovere il Leone che attacca un Dromedario in seguito alle proteste del movimento BLM. Nel settembre di quell'anno, il gruppo tassidermico venne collocato dietro una tenda. Solo nel luglio del 2021 l'opera sarebbe ritornata al suo posto. Secondo il direttore del museo, questa decisione venne presa perché "mettere le tende era più dannoso che non averle affatto".

## Descrizione

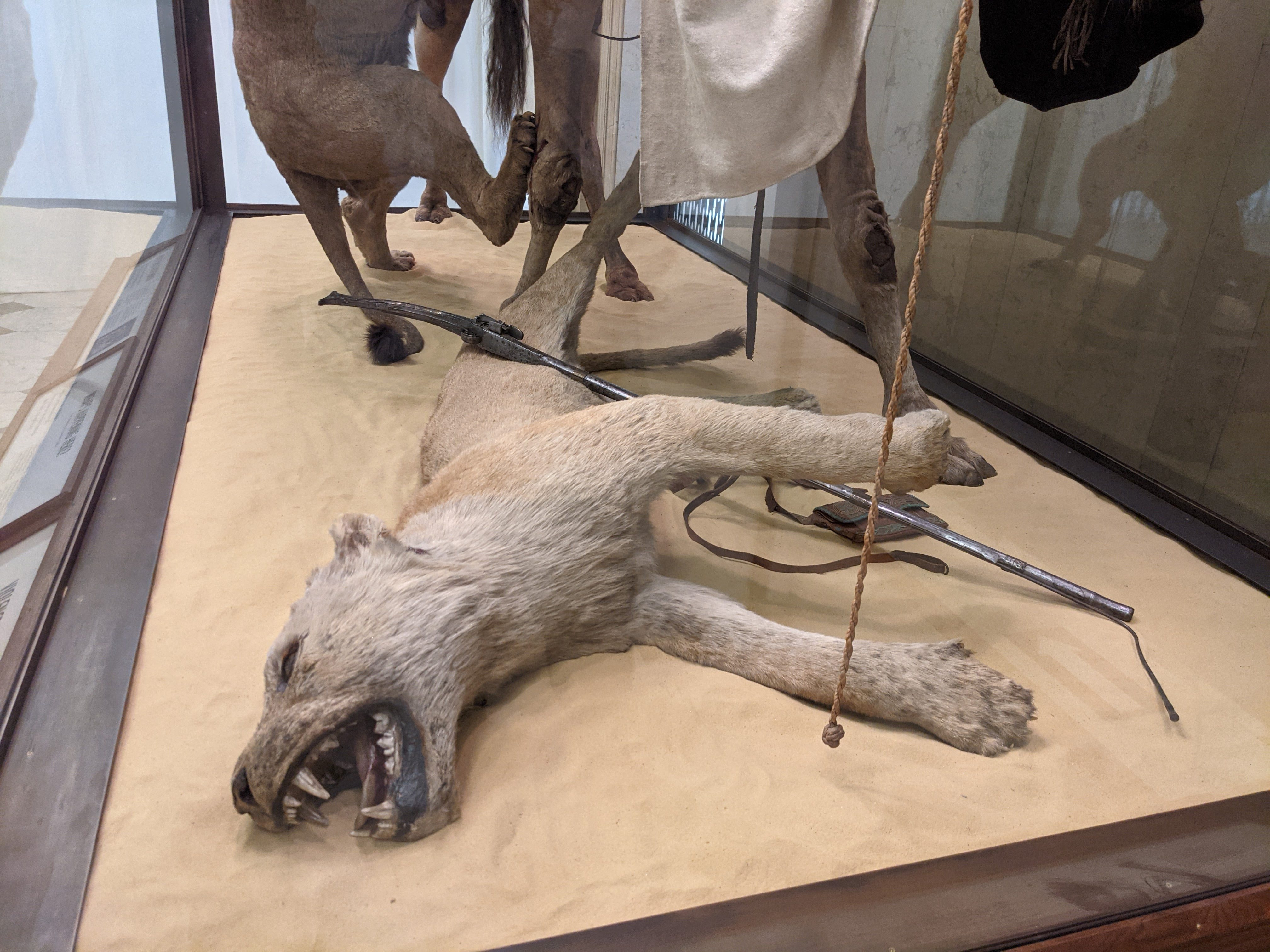
La leonessa con un fucile accanto al petto.

Il diorama tassidermico si presenta allo spettatore come un attimo congelato nel tempo che potrebbe rianimarsi in qualunque momento. L'opera raffigura una scena violenta fittizia, nella quale un messaggero nordafricano su un dromedario sta lottando per la sua vita. Il dromedario urla di dolore mentre un leone berbero cerca di arrampicarsi su di esso per raggiungere il messaggero, il quale sta provando a pugnalare il leone con il suo coltello. Di fronte al dromedario, si trova il cadavere di una leonessa, morta per un colpo di fucile sparato dal messaggero (la sua arma da fuoco si trova lì accanto). La figura maschile, definita un arabo dal Verreaux, è in realtà una fusione tra cinque culture diverse del Nordafrica e si basa su come Verreaux si immaginava un arabo.

## Accoglienza
Il gruppo tassidermico venne creato per celebrare l'impero coloniale francese e sfrutta dei temi orientalisti. Il diorama non è accurato né dal punto di vista scientifico, né da quello antropologico, ed è considerato una fantasia orientalista. Antropologi, zoologi e commentatori degli studi dei musei mossero delle critiche all'opera a partire dagli anni Novanta del XIX secolo. Nel 1892, l'istituzione Smithsonian mise in dubbio l'opportunità di mostrare un diorama così sensazionalista. Dopo che l'opera venne rimossa dal museo americano di storia naturale, c'è chi pensò di distruggerla perché era "troppo commovente e distraeva dagli scopi educativi". Nel 1914, Frederic Augustus Lucas difese il Leone che attacca un Dromedario dalle critiche di teatralità affermando che proprio il suo essere teatrale era un fattore interessante e che attirava l'attenzione dei visitatori del museo. Nel 2002, il diorama venne visto come un esempio di "pericolo, eccitazione ed esoticismo" tra le altre opere orientaliste e venne paragonato a un "fenomeno da baraccone".